# Violaceae
Le Violacee (Violaceae Batsch) sono una famiglia di piante angiosperme eudicotiledoni appartenenti all'ordine Malpighiales.

## Tassonomia
In questa famiglia sono riconosciuti 25 generi:
- Afrohybanthus Flicker
- Agatea A.Gray
- Allexis Pierre
- Amphirrhox Spreng.
- Anchietea A.St.-Hil.
- Bribria Wahlert & H.E.Ballard
- Calyptrion Ging.
- Decorsella A.Chev.
- Fusispermum Cuatrec.
- Hybanthopsis Paula-Souza
- Hybanthus Jacq.
- Isodendrion A.Gray
- Ixchelia H.E.Ballard & Wahlert
- Leonia Ruiz & Pav.
- Melicytus J.R.Forst. & G.Forst.
- Noisettia Kunth
- Orthion Standl. & Steyerm.
- Paypayrola Aubl.
- Phyllanoa Croizat
- Pigea Ging.
- Pombalia Vand.
- Rinorea Aubl.
- Schweiggeria Spreng.
- Scyphellandra Thwaites
- Viola L.

La classificazione APG IV inserisce questa famiglia all'interno dell'ordine Malpighiales. Il sistema Cronquist la classificava invece nell'ordine Violales.